# Cristóvão Jacques
Pour les articles homonymes, voir Cristóvão Jacques (astronome) et Jacques.
Cristóvão Jacques (Algarve, env. 1480 - après 1530) fut un noble portugais. D'ascendance aragonaise, il était aussi connu comme Cristóvão Valjaques.
Guillelm Jacques avec son fils Diogo Gil Jacques passa au Portugal durant la minorité d'Alphonse V.
Cristovão était le fils bâtard de Pero Jacques et de Beatriz Afonso. Il est légitimé par  Jean II le 31 janvier 1495 et, plus tard fait hidalgo de la maison royale par Manuel Ier
Il se marie avec une fille de Francisco Portocarrero, dont il eut trois fils.
En 1503, il vient pour la première fois sur la côte brésilienne avec la flotte de Gonçalo Coelho
En 1516, au commandement de deux caravelles, il est chargé de patrouiller la côte brésilienne afin de décourager les incursions des corsaires français. En novembre de la même année, il atteint une grande baie qu'il nomme Baie de tous les Saints. Au Río de la Plata, il vainc et fait prisonniers de nombreux français et parcourt la cõte jusqu'en 1519.
Le 21 juillet 1521, il fait de nouveau voile de l'embouchure du Tage vers le Brésil, créant, au Pernambouc, le comptoir de Itamaracá, dans un des ancrages les plus connus du Brésil où il y avait beaucoup de pau-brasil (Paubrasilia echinata) et de fréquents contacts entre les indigènes et les européens. Il continue vers le sud jusqu'au Rio de la Prata.
Enfin, en 1526, il est nommé par Jean III, gouverneur  en substitution de Pero Capico. Il prend le commandement d'une caraque et de cinq caravelles dont une sous la direction de Diogo Leite.
À son arrivée au Brésil, il fonde un comptoir sur l´île d'Itamaracá. Il semble avoir fondé d'autres comptoirs au port de Paranámbuko (futur Pernambouc). Jugeant que les cinq caravelles lui étaient suffisantes, il renvoie au Portugal la caraque chargée de pau-brasil.
Ensuite, parcourant la côte avec quatre des caravelles, il rencontre, au large de Bahia, trois navires de commerçants bretons dont deux de 140 tonnes. Le combat dure un jour entier et, vainqueur, il amène trois cents prisonniers au Pernambouc. Mais son attitude barbare vis-vis des prisonniers finit par indisposer le roi Jean III (1521-1557).
Au retour au Portugal, il s'offre pour lever à ses frais mille colons pour commencer l'occupation permanente de nouvelles terres mais sa proposition n'eut pas de suite.
Quatre ans seulement après l'arrivée des Portugais au Brésil, on apprit que des Français occupaient les berges du Rio Paraguaçu faisant du commerce avec les natifs.
La découverte officielle de ce fleuve est, cependant, attribuée à Cristóvão Jacques, commandant l'expédition "garde-côtes" en 1526.
Trois rivières se jettent dans la Baie de Todos os Santos - le Jaguaripe, le Sabaé et le Paraguaçu.
- Le Paraguaçu est le plus long avec une longueur de 600 km, ce qui le fait appeler "Grand Rio" en langue indigène.
- Le Rio Subaé, qui baigne Santo Amaro sera connu comme le Rio des établissements de sucre.
- Le Rio Jaguaripe qui passe dans la cité actuelle de Nazaré (Bahia), comme le Rio de la farine.

Dans une lettre au Frère Vicente do Salvador, on lit que Cristóvão Jacques trouva dans une île (déjà appelée île des Français), dans le cours inférieur du Rio Paraguaçu, deux bateaux français qui négociaient avec les indigènes et les coula. Sur ces lieux, un peuplement appelé, plus tard, vila de Nossa Senhora do Rosário da Cachoeira apparut. Au début du XVIIe siècle, l'établissement de Gaspar Dias Adorno, fut un endroit idéal pour pénétrer dans la capitainerie.